# Antun Golob
Antun Golob (Bileća, 1919. – Varaždin, 1995.), hrvatski nogometaš, trener i športski novinar i publicist. Svestrani športaš, najpoznatiji kao nogometaš, bio također skijaš, stolnotenisač, odbojkaš, rukometaš, gimnastičar i lovac.
U športu aktivan od 1934. do 1957. godine. Nogometne korake napravio kao junior VŠK-a 1934. godine. Prešao u Slaviju gdje je igrač prve postave 1936. do 1941. godine. Još kao igrač pokrenuo je 1945. list Vijesti. Rano se dao u športsko novinarstvo. S Dragom Krnoulom autor prvoga radijskog prijenosa športskog događaja u Varaždinu, još dok je bio aktivni igrač. Bilo je to 2. lipnja 1946. godine, a prenosili su utakmicu Tekstilca i Hajduka. 
U Varaždinu ostao i poslije rata igrajući poslije rata za Tekstilac od 1945. do 1951. i potom u Slobodi do 1957. godine. U Slobodi igrao s dvojicom braće. U nogometu ostao kao nogometni trener i bio vrlo uspješan, vodeći Slobodu.
Bio je glavni urednik Varaždinskih vijesti i dugogodišnji profesionalni dopisnik Radio Zagreba i suradnik Televizije Zagreb. Glavni urednik Varaždinskog kalendara, kulturnjačkog lista Varaždinske lire i humoristično-satiričnog lista Grabancijaš. Napisao knjige Zaslužni Varaždinci, Heroj crvenog sela, Heroj s nasmijanim licem : Florijan Bobić, Novinarski zapisi iz starog i novog Varaždina i Tiskare u Varaždinu od 17. do kraja 19. stoljeća.